# Cárpena
Cárpena o Carpena es un apellido español. Personas con el apellido Cárpena/Carpena tienen o tuvieron radicación, entre otros lugares, en Alicante, Valencia, Barcelona, Albacete, Málaga y en Madrid. El apellido se originó a partir de inmigrantes italianos que se establecieron en la costa española; se deriva del apellido originalmente italiano Carpegna.